# الیهو تامسون
الیهو تامسون (انگلیسی: Elihu Thomson; ۲۹ مارس ۱۸۵۳ – ۱۳ مارس ۱۹۳۷) دانشمند اهل بریتانیا بود.
وی همچنین برندهٔ جوایزی همچون مدال ادیسون انجمن مهندسان برق و الکترونیک، نشان فارادی، جایزه رامفورد، و لژیون دونور شده است.